# Базавлук (річка)
Базавлу́к — річка в південній частині Дніпропетровської області, в межах Кам'янського, Криворізького та Нікопольського районів. Права притока Дніпра (басейн Чорного моря).

## Опис

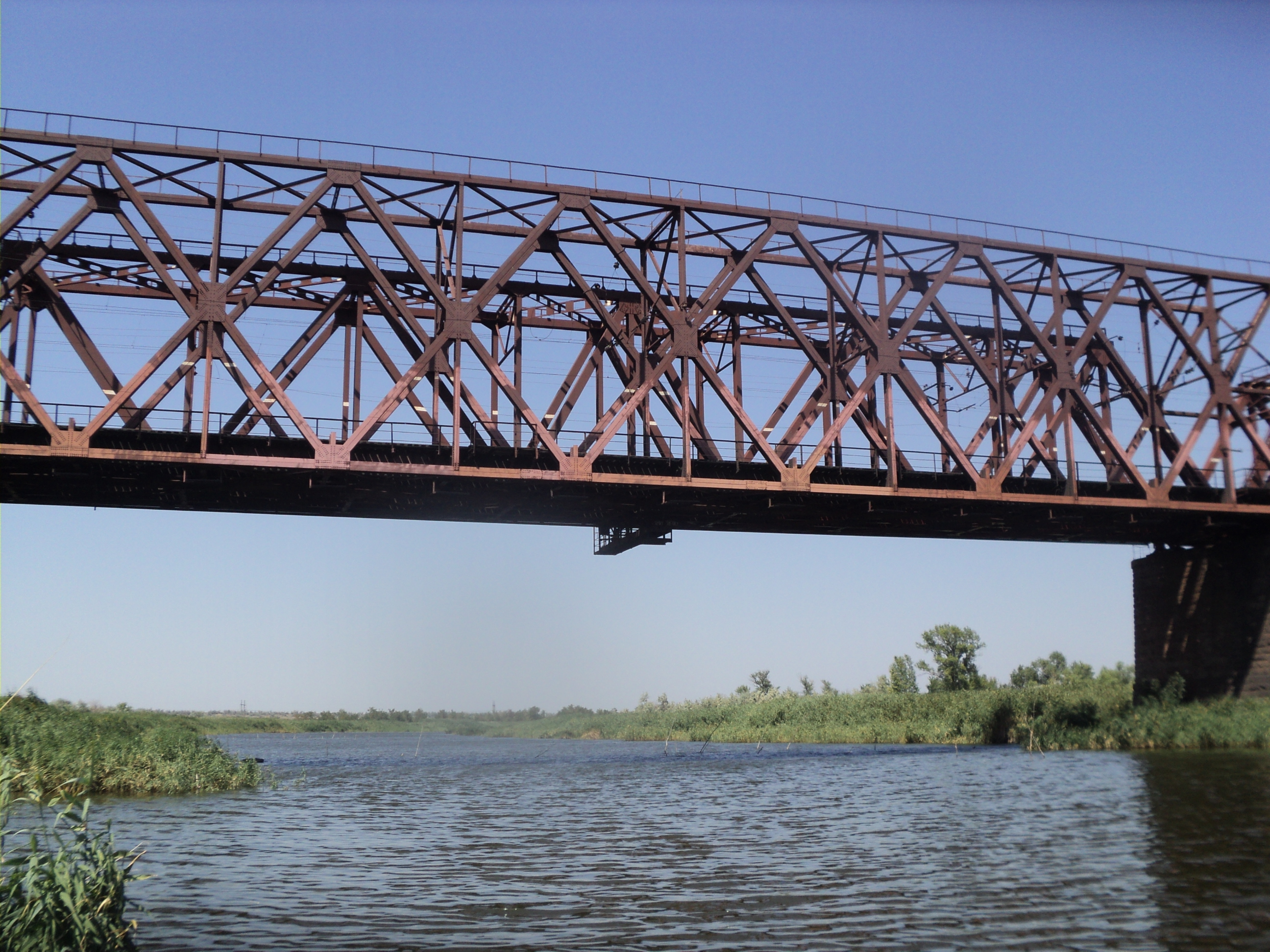
Міст над Базавлуком біля Платформи 71 км

Довжина 157 км, площа басейну 4200 км². Долина трапецієподібна, завширшки до 2 км. Річище звивисте, правий берег на всьому протязі крутий, лівий — у нижній течії пологий. Ширина річища 8—10 м, глибина до 1,5 м. Похил річки 1,3 м/км. Річка скресає наприкінці лютого, замерзає в грудні. Протікає здебільшого по рівнинному степу, але є місця з високими скелястими берегами. У посушливі роки іноді пересихає і перемерзає. Вода частково використовується для зрошення. Споруджено Шолоховське водосховище.

## Розташування
Базавлук бере початок на південний схід від села Козодуба. Протікає переважно з півночі на південь (частково на південний захід) і впадає в Дніпро (Каховське водосховище) за 199 км від гирла Дніпра, на схід від села Грушівка. Станом на весну 2024 року формується Базавлуцький лиман.
Має 6 основних приток, з них найбільші: Рекалова (права, 14 км), Балка Кошовата (ліва, 16 км), Водяна (права, 15 км), Базавлучок (права, 24 км), Солона (ліва, 56 км), Кам'янка (права, 88 км).
На річці Кам'янці — Токівський водоспад.
Над річкою (в пониззі) розташовані райони Олександрівка та Перевізькі Хутори сучасного міста Покров, а також козацьке село Шолохове.

## Назва
Етимологія назви належить до чітко не з'ясованих. Дехто з дослідників назву виводить від тюркських *bazuk, *buzuk (тур. Bazyk) «зіпсована вода». Назва утворилася за допомогою тюркського форманта *lук.
Є припущення, що назва походить від турецької «базар-лук» — торгівля.

## Цікаві факти
У гирлі річки на острові Базавлук у XVII сторіччі розташовувалась Базавлуцька Січ.
У вересні 1920 року на правому та лівому березі Базавлука, між селами Олександрівка та Шолохове відбулася вирішальна битва між військами генерала Врангеля і червоною кіннотою. 30 вересня 1920 року в бою на околиці села Шолохове загинув генерал М. Бабієв, відомий козацький командир, після чого врангелівці вже не змогли організувати спротиву. На схилі понад дорогою між районом Підгірна міста Покров і річкою Солона встановлено монумент.

## Охорона природи
В долині річки створено декілька природоохоронних об'єктів:
- Витоки річки Базавлук — ботанічний заказник
- Верхньобазавлуцький — ботанічний заказник
- Середньобазавлуцький — ботанічний заказник
- Базавлуцький прибережно-річковий комплекс — ландшафтний заказник (загальнодержавного значення)
- Степовий каньйон — ландшафтний заказник
- Заплава річки Базавлук — орнітологічний заказник (частина ландшафтного заказника Кам'янський прибережно-річковий комплекс)

## Іхтіофауна
Іхтіофауна дуже різноманітна. На всьому шляху річки трапляються карась, плітка, верховодка звичайна, краснопірка, окунь та щука. На ділянках зі швидкою течією — в'язь. У Шолохівському водосховищі є товстолоб, білий амур, короп, судак, бичок. На рівнинних ділянках трапляється піскар та йорж.